# Llobera
Llobera település Spanyolországban, Lleida tartományban. Llobera Olius, Riner, Pinós, Torà, Biosca és Pinell de Solsonès községekkel határos. Lakosainak száma 209 fő (2024).

## Népesség
A település népessége az utóbbi években az alábbiak szerint változott:
| Lakosok száma | 204  | 483  | 490  | 372  | 247  | 223  | 211  | 201  | 188  | 209  |
|               | 1717 | 1887 | 1936 | 1960 | 1986 | 2004 | 2009 | 2014 | 2019 | 2024 |